# Налим (рассказ)
Нали́м — рассказ Антона Павловича Чехова, написанный в 1885 году.

## Публикации
Рассказ «Налим» написан Чеховым в 1885 году и в том же году опубликован в «Петербургской газете» (№ 177 от 1 июля) с подписью А. Чехонте. В 1886 году произведение напечатано в сборнике «Пёстрые рассказы», и вошло в собрание сочинений писателя, издаваемое А. Ф. Марксом.
При жизни Чехова рассказ переводился на польский и сербскохорватский языки.

## История написания
Брат писателя, Михаил Павлович Чехов, вспоминал, что обстоятельства написания рассказа связаны с действительным событием: «Я отлично помню, как плотники в Бабкине ставили купальню и как во время работы наткнулись в воде на налима».

## Критика
Критик Н. Ладожский в 1886 году писал: «Рассказ „Детвора“ и другой рассказ — „Налим“, где описана сцена ловли налима — хороши очень».
Современные исследователи творчества Чехова отмечают, что в рассказе «Налим» немало смешного, иронического. В своё время литературовед А. Б. Дерман относил произведение к серии «виртуозных юморесок». Внешний облик каждого героя рассказа, по мнению исследователей, по-чеховски традиционно ироничен, а у каждого персонажа «обнаруживается характеризующая ироническая деталь, портреты их даны в насмешливо-ироническом плане».

## Персонажи
- Герасим — плотник, «высокий тощий мужик с рыжей курчавой головой».
- Любим — плотник, «молодой горбатый мужик с треугольным лицом и узкими китайскими глазками».
- Ефим — пастух, «дряхлый старик с одним глазом и покривившимся ртом».
- Василий — кучер, «разбитной и развязный малый»
- Андрей Андреич — барин.

## Сюжет
Действие происходит летним утром около строящейся купальни. В воде больше часа стоят плотники Герасим и Любим. Они пытаются удержать в воде налима, который скрывается под корнем ивы. Проходит время. Попытки зацепиться за рыбу терпят неудачу. К ним присоединятся пастух Ефим, который ради налима бросил стадо. Но ничто не помогает. Появившийся барин Андрей Андреич узнаёт в чём дело и зовет на подмогу кучера Василия. Тот появляется и тоже лезет в воду. Теперь налима ищут вчетвером. Андрей Андреич не выдерживает и сам лезет в воду, но и его вмешательство не помогает. Тогда Герасим приносит топор и Любим рубит им корень. Андрей Андреич сам нащупывает и вытаскивает налима. Все довольны и оценивают вес рыбы. Но тут налим делает резкое движение хвостом, вырывается и уплывает.

## Экранизации
В 1937 году на киностудии «Белгоскино» был снят фильм по рассказу Чехова «Налим» (режиссёр — С. И. Сплошнов).
В 1953 году на Московской киностудии имени М. Горького по мотивам рассказов Чехова «Налим», «Рыбье дело» и «Из записок вспыльчивого человека» снят цветной короткометражный стереоскопический художественный фильм «Налим». Автор сценария и режиссёр-постановщик А. В. Золотницкий. В ролях: А. А. Попов (Герасим), Владимир Борискин (Любим), Георгий Милляр (Ефим), Николай Чистяков (барин), Иван Рыжов (Василий), Т. Суродина (Наденька), Сергей Мартинсон (Николя), Марина Гаврилко, Иван Пельтцер, А. Юрьев, Николай Горлов, Пётр Репнин.